# Manhattan West
Manhattan West ist ein Gebäudekomplex mit gemischter Nutzung im Stadtbezirk Manhattan in New York City. Das Projekt wurde von dem amerikanischen Immobilienunternehmen Brookfield Properties entwickelt und vom Architekturbüro Skidmore, Owings and Merrill aus New York gestaltet. Es ist neben dem Hudson-Yards-Komplex Teil der Neugestaltung des Areals um das Bahndepot West Side Yard und nimmt einen ganzen Block ein, der von der Ninth und Tenth Avenue sowie West 31st Street und West 33rd Street umgeben ist.

## Beschreibung
Der Komplex wurde auf einer Plattform über den Gleisen der Penn Station errichtet und besteht aus drei neuerrichteten Wolkenkratzern, einem neuerbauten Hotel, zwei älteren sanierten und umgestalteten Gebäuden und einem öffentlichen Platz:
- One Manhattan West: Bürogebäude, 303 m und 67 Stockwerke, 2019 eröffnet, 18. Platz in New York City (NYC).
- Two Manhattan West: Bürogebäude, 285 m und 58 Stockwerke, 2022 eröffnet, 22. Platz in NYC.
- The Eugene: Wohngebäude, 223 m und 64 Stockwerke, 2017 eröffnet, 71. Platz in NYC.
- Pendry Manhattan West: 21-stöckiges von Pendry Hotels betriebenes 5-Sterne-Hotel mit 164 Gästezimmern, darunter 30 Suiten. Der 2018 begonnene Bau wurde am 17. September 2021 eröffnet. Es ist der erste Standort der Pendry Hotels and Resorts in New York City.
- Five Manhattan West: Bürogebäude, das 1969 erbaute Westyard Distribution Center besaß eine Betonfassade im Stil des Brutalismus. Das 16-stöckige Bauwerk mit geneigtem Sockel wurde ab 2014 umgebaut, erhielt unter anderem eine gläserne Fassade und wurde nach Fertigstellung 2017 in Five Manhattan West umbenannt. Mieter sind unter anderem Amazon und JPMorgan Chase.
- The Lofts: Im Rahmen des Projekts wurde ein 1913 errichtetes 12-stöckiges Gebäude in der 424–434 33rd Street bis 2019 zu einem flexibel nutzbares Arbeits- und Bürogebäude umgestaltet und in den Komplex integriert.
- West Manhattan Plaza: Der öffentliche Platz nimmt umgeben von allen Gebäuden die Mitte des Komplexes ein. Er wird vielfältig genutzt, zum Beispiel mit Kunstinstallationen wie „Citrovia“ oder im Winter mit einer Eisbahn.

One Manhattan West ist mit seinen 303 m der höchste der drei Wolkenkratzer. Er ist eines der höchsten Gebäude der Stadt, etwas höher als Four World Trade Center, jedoch deutlich niedriger als das One World Trade Center (541 Meter), das im November 2014 eröffnete. Der zweite Turm sollte ursprünglich 66 Stockwerke auf einer Höhe von 371 m aufweisen. Dies wurde jedoch auf 285 m und 58 Stockwerke reduziert. Der dritte Turm, The Eugene, ist deutlich kleiner als die beiden anderen und wurde bereits 2017 vollendet. Alle Hochhäuser sollen einheitliche Glasfassaden erhalten, welche in dunklem Blau schimmern sowie mit einem leicht abgerundetem Dach abschließen.
Als das Vorhaben erstmals 2008 der Öffentlichkeit präsentiert wurde, war geplant, zunächst zwei Bürotürme bis 2013 zu errichten. Zwischenzeitlich wurde dieser Zeitplan jedoch verworfen, da sich wenig potenzielle Mieter der Büroflächen fanden. Im April 2011 berichtete die New York Times, dass der Eigentümer Brookfield Properties gegen Ende des Jahres 2011 den Baubeginn beabsichtige und eine Fertigstellung für 2018 zu erwarten sei.
Baubeginn des Komplexes war 2013 mit Beginn der Bauarbeiten für die Plattform und 2014 mit The Eugene für das erste Gebäude. Die offizielle Eröffnung von Manhattan West erfolgte im September 2021, der Wolkenkratzer Two Manhattan West wurde wenig später als letztes Bauwerk 2022 fertiggestellt. Seit Juni 2023 ist Manhattan West über den High Line-Moynihan Connector mit der Parkanlage High Line verbunden. Dieser stellt eine fußläufige Verbindung von den Hudson Yards über die High Line und durch Manhattan West zur Moynihan Hall/Pennsylvania Station her.

## Galerie

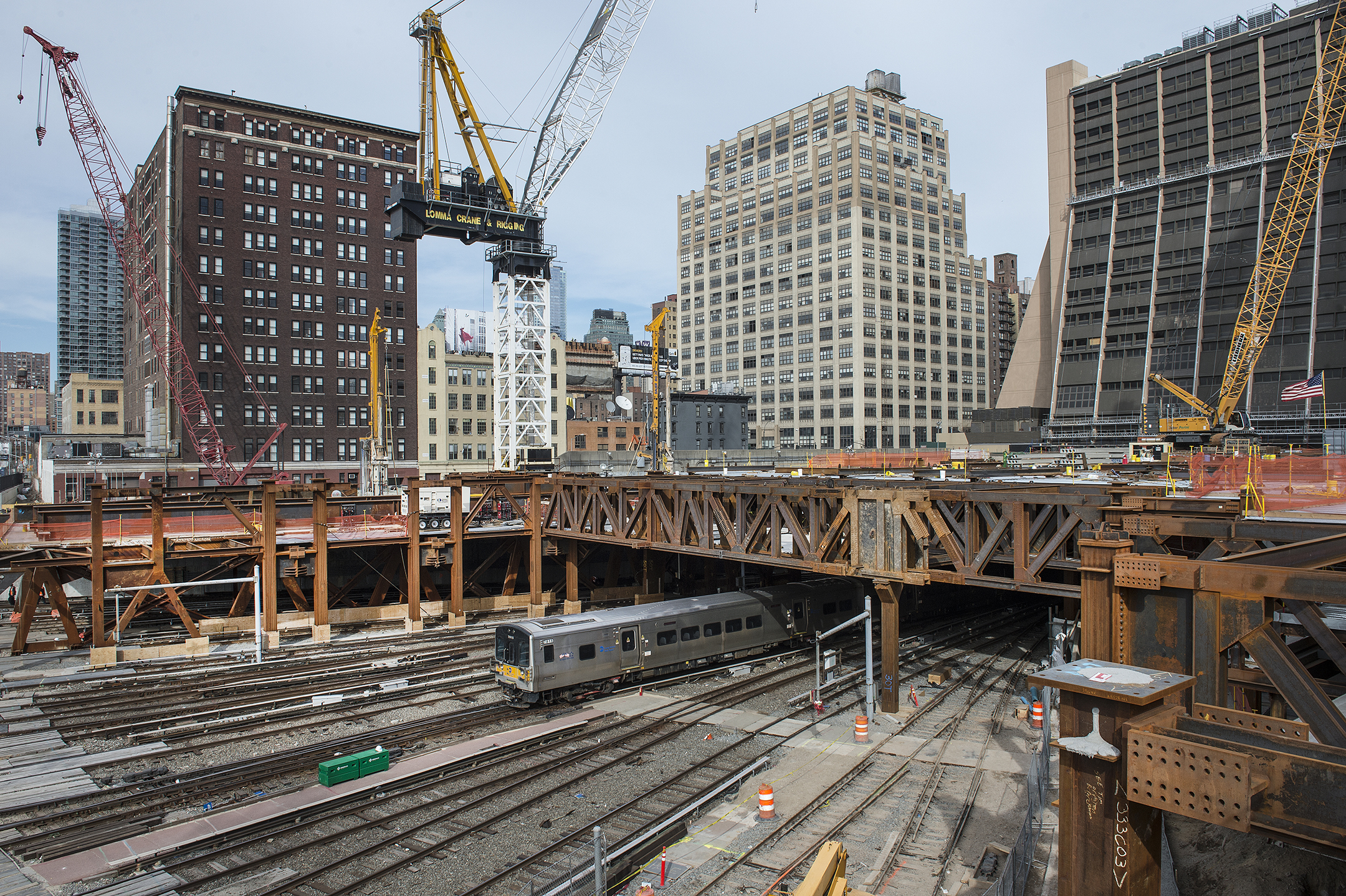
Five Manhattan West (rechts) und Errichtung der Plattform 2015.
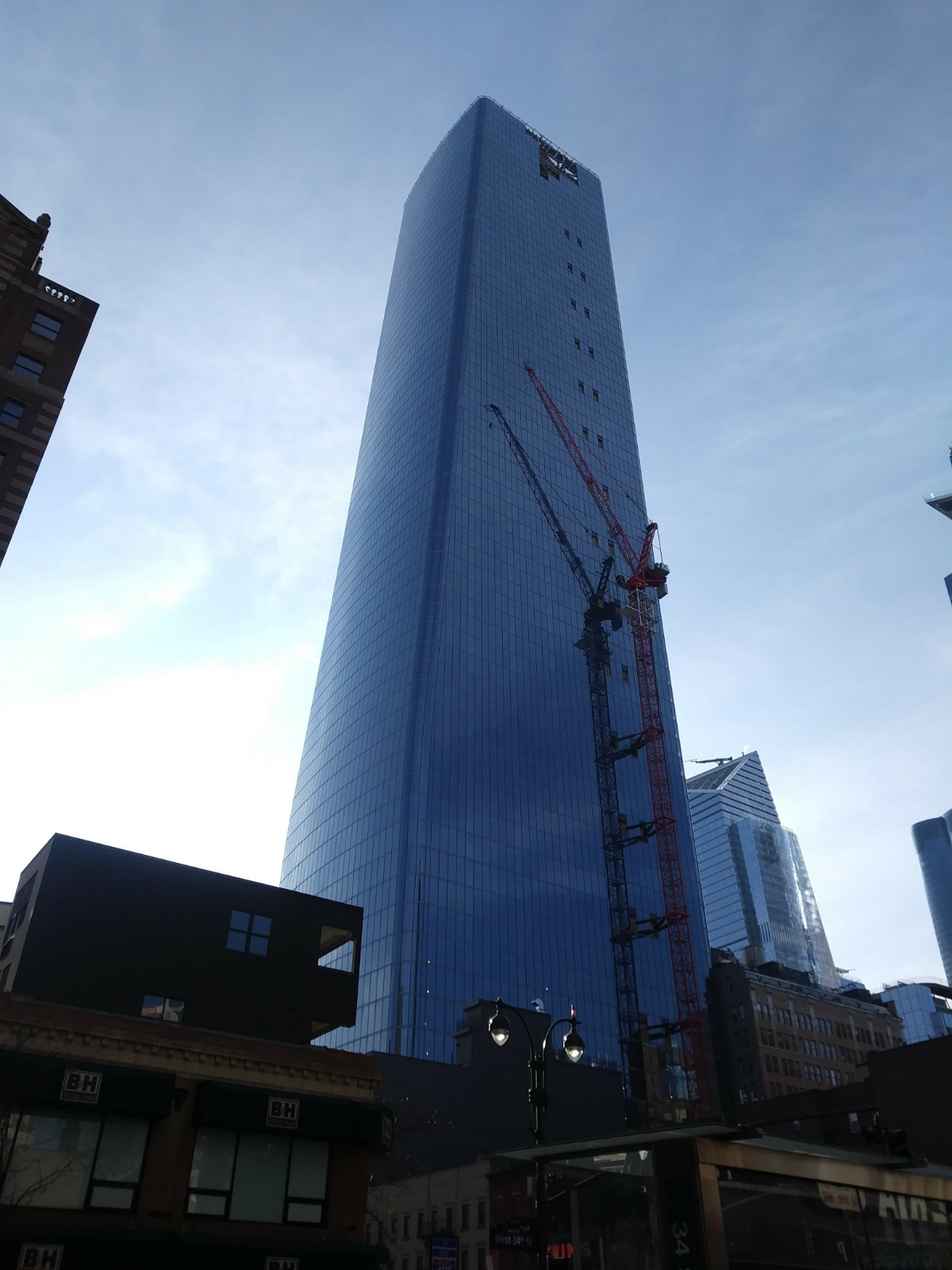
One Manhattan West im Februar 2019
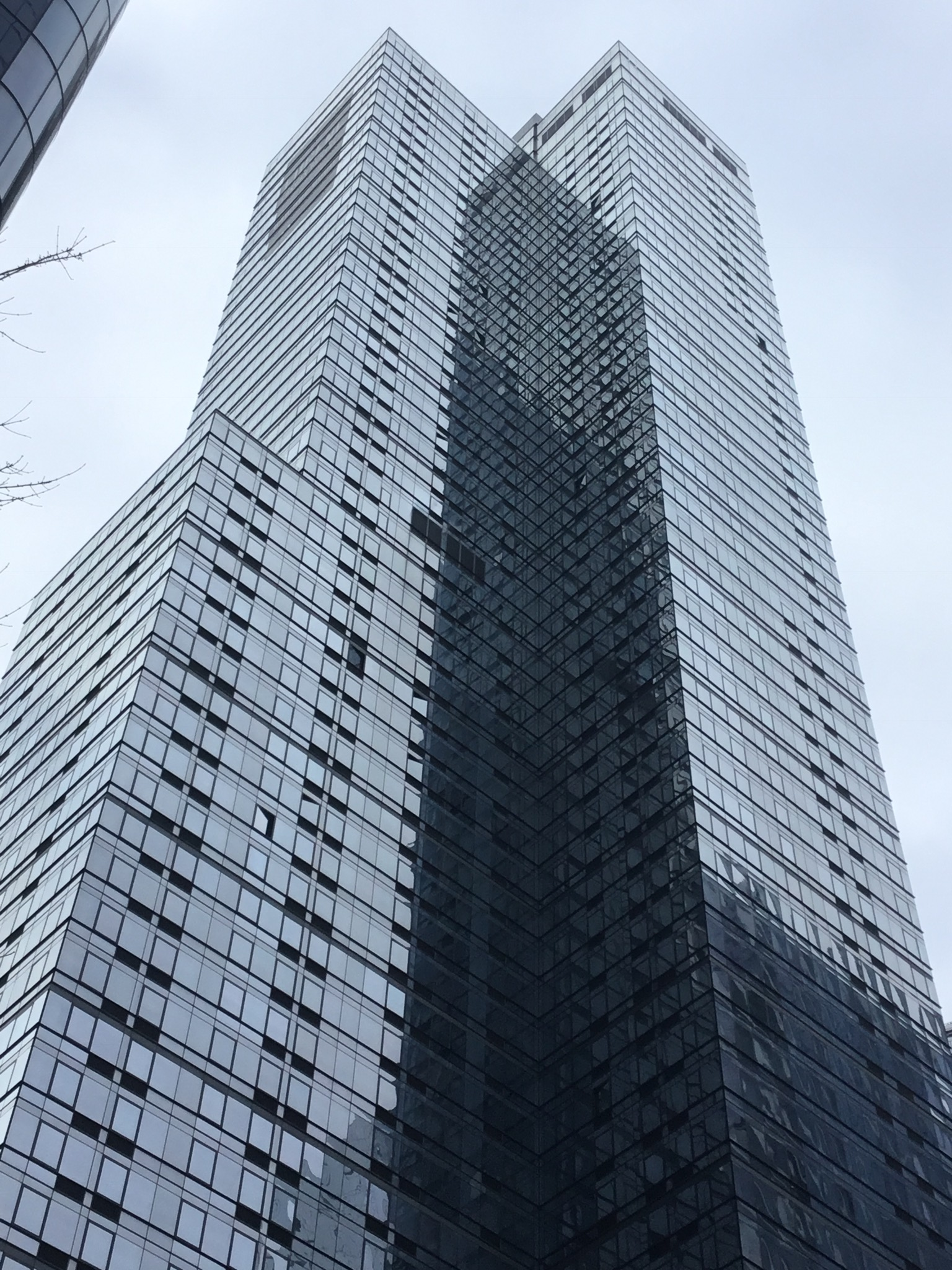
The Eugene am 21. Januar 2023.
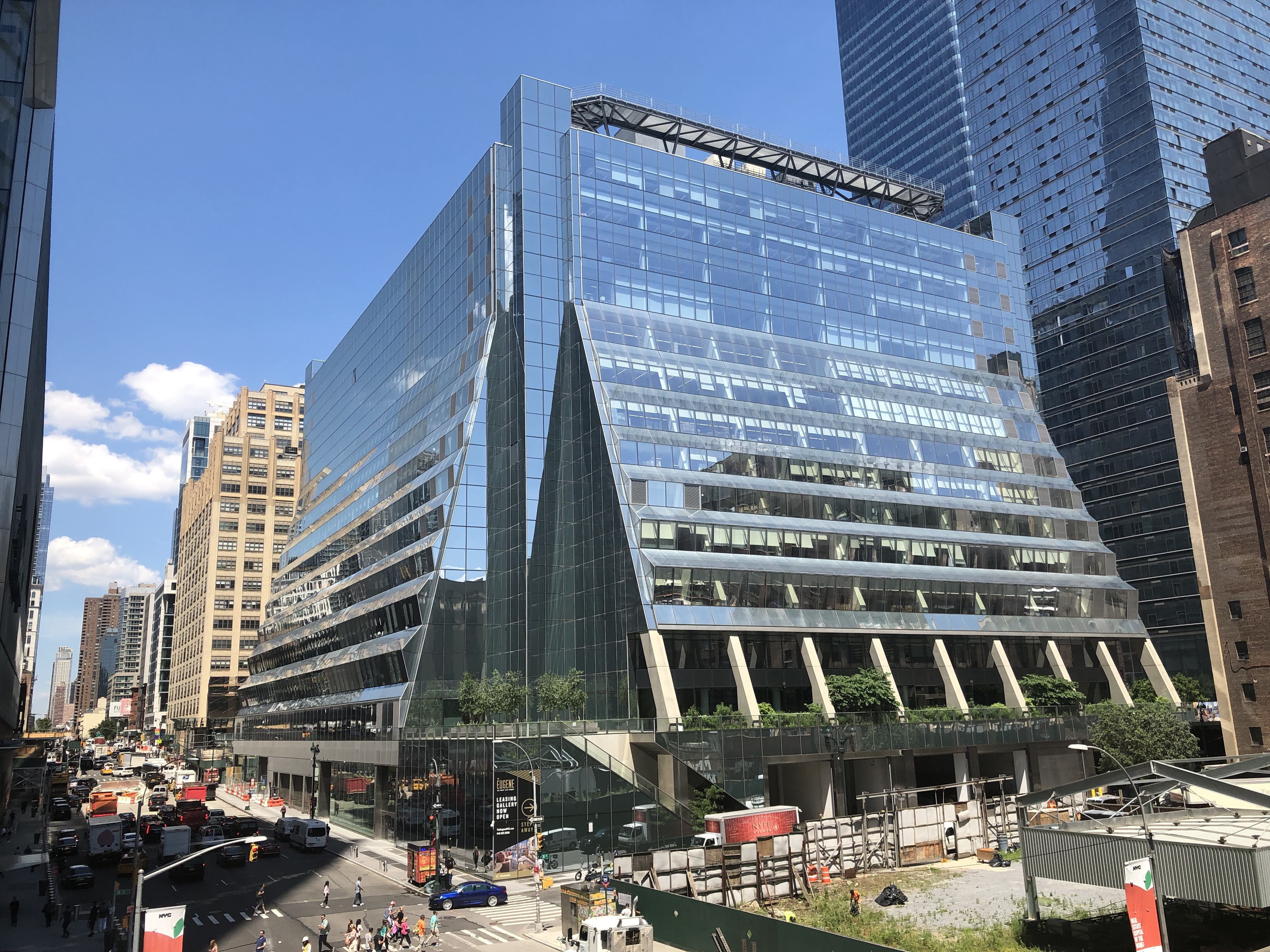
Five Manhattan West, Juni 2019.
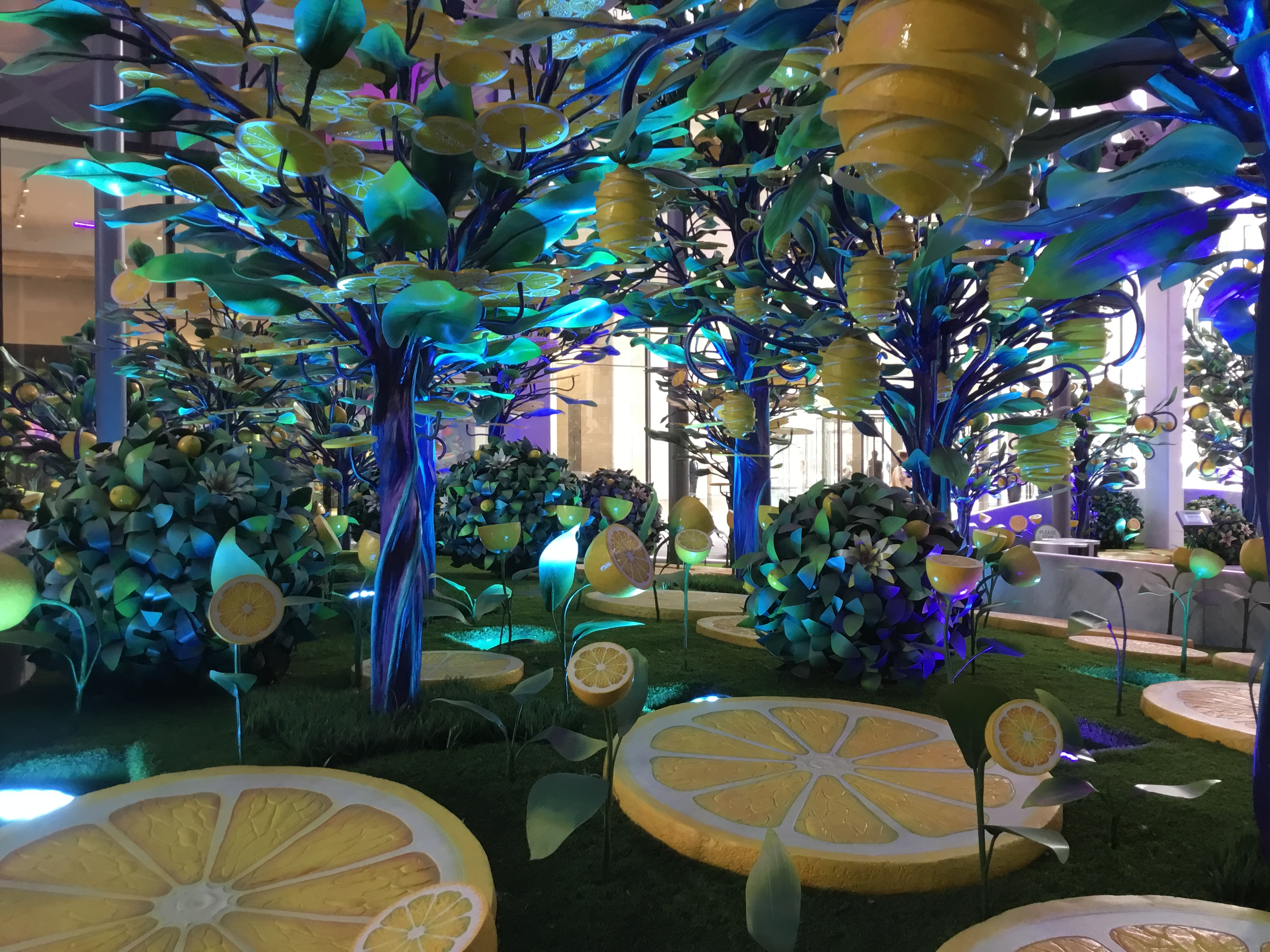
Citrovia-Kunstinstallation, Manhattan West Plaza
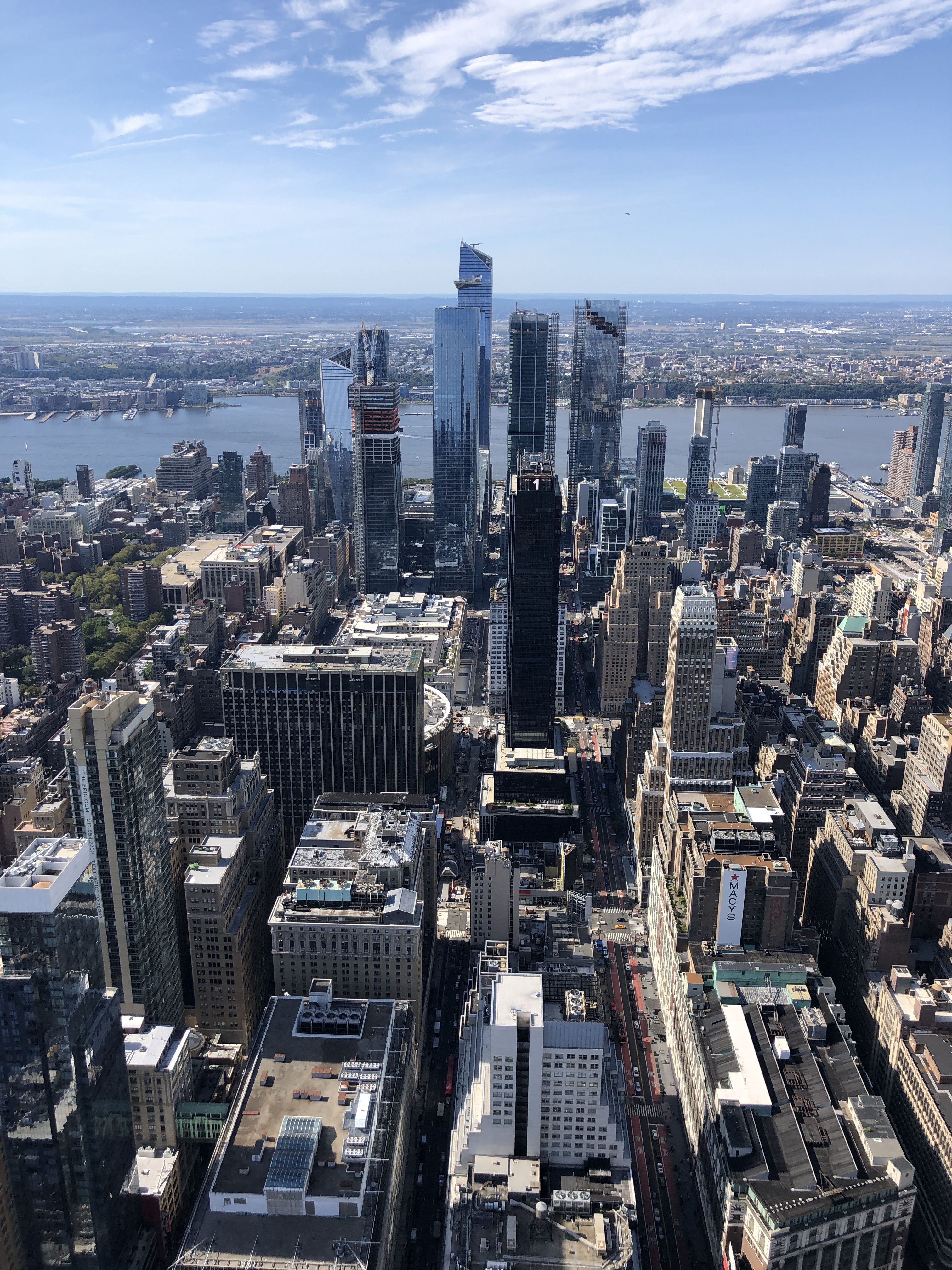
Manhattan West in der Bildmitte hinter der Penn Station